# ثيسمة بيضاء
الثيسمة البيضاء (الاسم العلمي:Thismia alba) هي نوع من النباتية تتبع جنس الثيسمة من الفصيلة الثيسمية.